# Блерстаун (Міссурі)
Блерстаун (англ. Blairstown) — місто (англ. city) в США, в окрузі Генрі штату Міссурі. Населення — 95 осіб (2020).

## Географія
Блерстаун розташований за координатами 38°33′29″ пн. ш. 93°57′28″ зх. д. / 38.55806° пн. ш. 93.95778° зх. д. (38.557925, -93.957796).  За даними Бюро перепису населення США в 2010 році місто мало площу 0,64 км², уся площа — суходіл.

## Демографія
Згідно з переписом 2010 року, у місті мешкало 97 осіб у 41 домогосподарстві у складі 25 родин. Густота населення становила 151 особа/км².  Було 60 помешкань (93/км²).
Расовий склад населення:
| - 89,7 % — білих |

До двох чи більше рас належало 10,3 %. Частка іспаномовних становила 2,1 % від усіх жителів.
За віковим діапазоном населення розподілялося таким чином: 21,6 % — особи молодші 18 років, 69,1 % — особи у віці 18—64 років, 9,3 % — особи у віці 65 років та старші. Медіана віку мешканця становила 38,8 року. На 100 осіб жіночої статі у місті припадало 98,0 чоловіків;  на 100 жінок у віці від 18 років та старших — 105,4 чоловіків також старших 18 років.
За межею бідності перебувало 46,4 % осіб, у тому числі 71,0 % дітей у віці до 18 років та 35,0 % осіб у віці 65 років та старших.
Цивільне працевлаштоване населення становило 23 особи. Основні галузі зайнятості: освіта, охорона здоров'я та соціальна допомога — 34,8 %, роздрібна торгівля — 26,1 %, будівництво — 17,4 %, виробництво — 8,7 %.